# Großer Wildzaun
Der Große Wildzaun war eine ab 1661 angelegte Zaunkonstruktion in der damaligen Mark Brandenburg, die sich auf einer Länge von über 70 Kilometern von Neuhof (bei Zehdenick) an der oberen Havel durch die südlichen Teile der Uckermark bis an die Alte Oder in der Nähe von Oderberg zog.  Der Große Wildzaun diente einerseits als Wildgehege und zum Wildschutz, verhinderte andererseits auch die Abwanderung des Wildes auf die stärker landwirtschaftlich genutzten Flächen nördlich der Schorfheide. Zur Instandhaltung wurden im Verlauf des Wildzaun zwölf sogenannte Zaunsetzer angesetzt, die Häuser und Land am Zaun erhielten, und die 5 bis 7 km lange Abschnitte zu überwachen hatten. Nach 1720 verfiel der Große Wildzaun. Die Zaunsetzerstellen wurden zu Vorwerken umgebildet, z. T. entstanden auch neue Dörfer aus diesen Rodungsflächen.

## Geschichte
Über einen ersten, bereits Mitte des 16. Jahrhunderts in der Schorfheide angelegten Wildzaun und dessen Verlauf ist wenig bekannt. Ob er den später dokumentierten Verlauf und dieselbe Länge hatte, ist nicht bekannt. Zumindest ist die Existenz eines Vorgängerzauns von der Havel bis zur Oder durch eine Notiz in Leutingers Scriptorum de rebus Marchiae Brandenburgensis maxime celebrium für das Jahr 1592 dokumentiert.

„Die Gardelegische Heide im alten Sitze der Semnonen und Langobarden jenseits der Elbe wird gewöhnlich für die erste gehalten. Ich halte jedoch die Grimnitzische für edler, die mit einem neun Meilen langen, sehr hohen Zaun nördlich von der Havel bis zur Oder wie eine Mauer umgeben ist.“

Im Dreißigjährigen Krieg und in den Jahren danach war der alte Wildzaun baufällig geworden und an vielen Stellen verfallen. 1655 gab es Pläne, den Wildzaun in der Schorfheide neu zu errichten. Aber erst 1661 begann Friedrich Wilhelm I. („der Große Kurfürst“) mit der Anlage dieses ca. 70 km langen, sog. „Großen Wildzauns“. Der neue Wildzaun sollte sich wiederum von der Havel bis zur Oder hinziehen. 30 Soldaten wurden zum Zaunbau eingesetzt. Erst 1681 lag die Endabrechnung vor und war der Wildzaun auf der gesamten Länge fertig gestellt.
Bereits um 1700 war der Große Wildzaun wieder schadhaft und zur Ausbesserung und künftigen Instandhaltung wurden entlang des Wildzaunes insgesamt 12 Zaunsetzerstellen geschaffen, die etwa 5 bis 7 km lange Abschnitte zu betreuen hatten. Eine Stelle übernahm der Schulze von Groß-Ziethen gegen Lohn. Die übrigen Zaunsetzerstellen wurden durch Rodung in dem großen Waldgebiet neu angelegt. Die Zaunsetzer hatten neben dem Haus z. T. beachtlich große Acker- und Wiesenflächen. Aus diesen Zaunsetzerstellen wurden später zunächst Vorwerke gebildet, später auch neue Siedlungen angelegt, die später zu Dörfern wurden oder auch wieder verschwanden, wie z. B. Mellin.

## Verlauf
Der Große Wildzaun folgte ungefähr dem Verlauf der Endmoräne, trennte also die schwereren, besser für den Ackerbau geeigneten Flächen im Norden von den leichteren, sandigen Böden der – erst später so genannten – Schorfheide. Der Zaun sollte in erster Linie das Wild am Überwechseln auf das nördlich davon liegende Kulturland der südlichen Uckermark hindern. Die Schorfheide wurde früher auch Werbellinische Heide genannt. Sie war ein fast zusammenhängendes Waldgebiet, das von Liebenwalde und Zehdenick bis Eberswalde, Angermünde und Biesenthal reichte. An den Rändern der Werbellinischen Heide befanden sich eine Reihe von Burgen (Liebenwalde, Zehdenick, Grimnitz, Bredin), die mit ihren Verwaltungs- und Gerichtsbezirken das große Waldgebiet unter sich aufteilten. Die Burgen dienten den brandenburgischen Markgrafen als Ausgangspunkte und Aufenthaltsorte für die Jagd in der Werbellinischen Heide, wobei Heide im nordöstlichen Deutschland einen Wald bezeichnet. Der genaue Verlauf des Großen Wildzauns ist durch die Zaunsetzerstellen markiert.

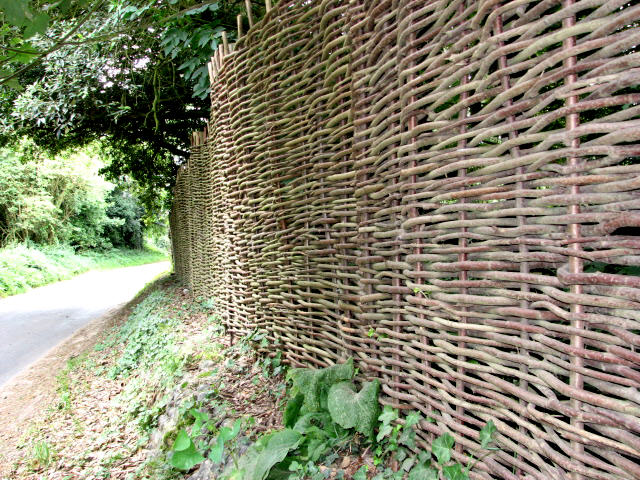
Flechtwerkzaun, hier allerdings ohne Lehmausfüllung

## Die Zaunsetzerstellen
Jeweils an der Südseite des Großen Wildzaunes wurden insgesamt elf Zaunsetzer angesetzt, deren Aufgabe es war, den Großen Wildzaun auszubessern und instand zu halten. Sie erhielten ein Haus und durften ein Stück Wald um das Haus herum roden. Sie erhielten dafür aber keine Bezahlung, sondern mussten sich ihren Lebensunterhalt aus der Rodungsfläche selbst erwirtschaften. Allerdings hatten sie z. T. beachtlich große Flächen zur Bewirtschaftung und einigen Viehbestand. Eine Stelle als Zaunsetzer übernahm der Schulze in Groß Ziethen gegen Bezahlung. Die zwölf Zaunsetzerstellen waren (von Westen nach Osten):
- Stelle Bernd Amerlahn (heute Wohnplatz Neuhof bei Zehdenick)
- Stelle David Krause (heute Vogelsang, Ortsteil von Zehdenick)
- Gottfried Wittkop (heute Bergluch, Wohnplatz im Ortsteil Vogelsang der Stadt Zehdenick)
- Gerd Amerlahn (heute Grunewald, Ortsteil der Stadt Templin)
- Martin Muhme (heute Groß Väter, Gemeindeteil von Groß Dölln, Stadt Templin)
- Peter Stein (Bebersee)
- Joachim Leist (Friedrichswalde)
- Christian Werdermann (Friedrichswalde)
- Michel Kleinfeld (Mellin)
- Michel Regling (Grumsin)
- Schulze von Groß-Ziethen (der Verlauf des Wildzauns von Grumsin zum Parsteiner See bzw. westlich am Parsteinsee vorbei ist unsicher.)
- David Hertzberg (Zaun, östlicher Abschnitt von/um Zaun bis zur Alten Oder und dem Finowkanal)

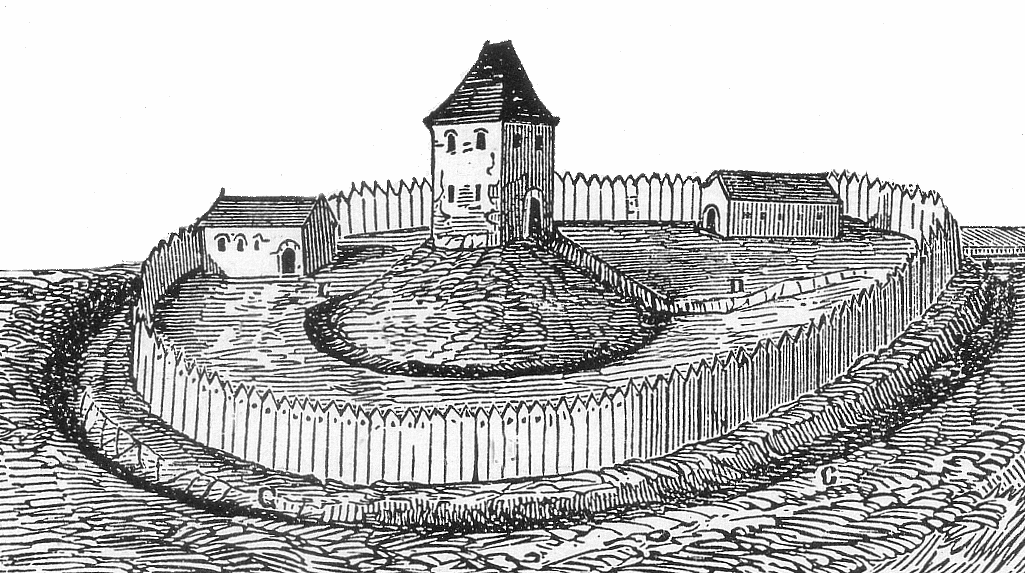
Plankenzaun um eine mittelalterliche Befestigung (Motte)

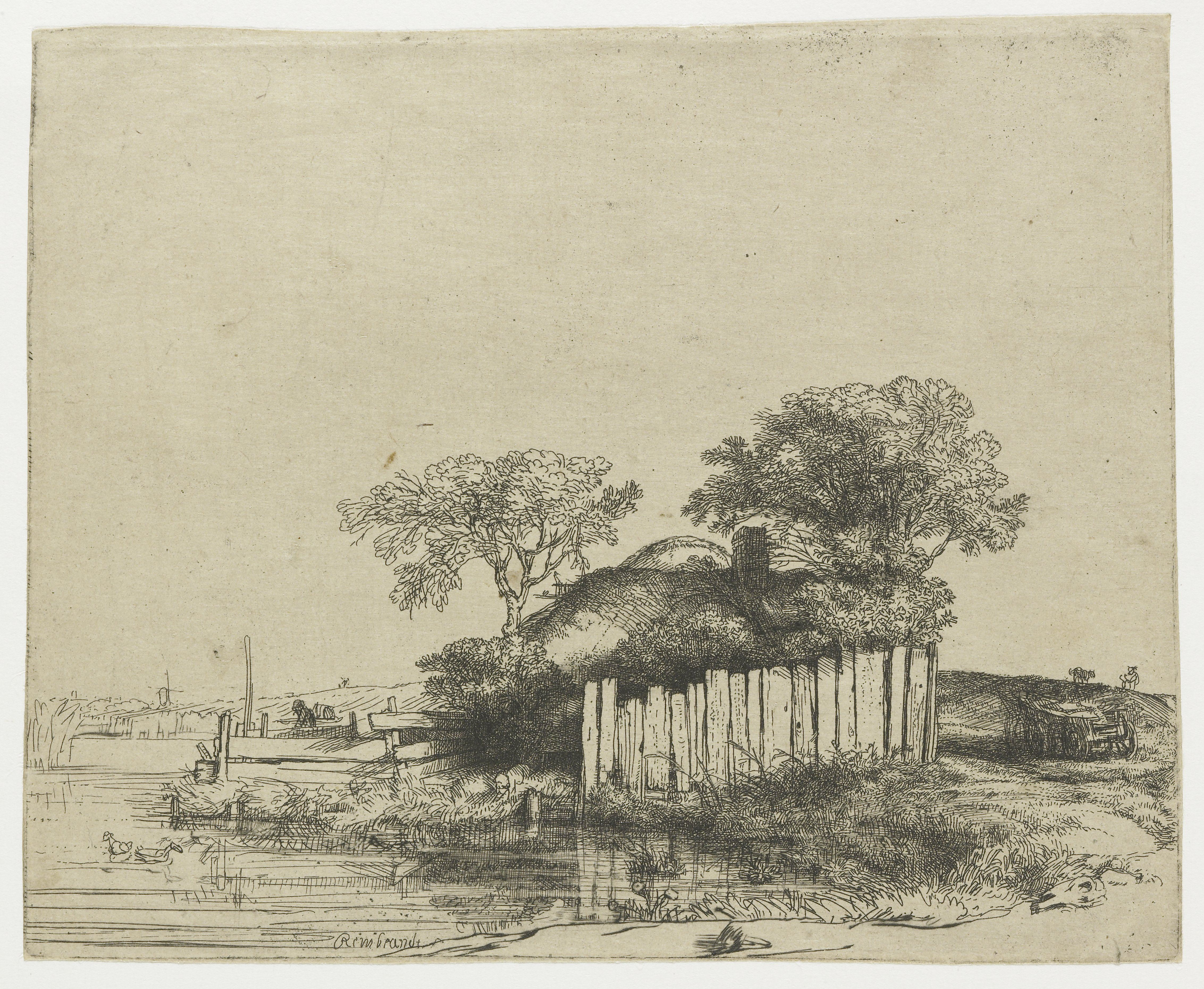
Rembrandt, Die Hütte hinter dem Plankenzaun

Im westlichen Teil ist der Verlauf des Wildzaunes gut zu rekonstruieren. Er begann am Vorwerk Neuhof und führte zunächst nach Norden fast parallel der Havel bis zur heutigen Burgwaller Försterei. Dort knickte er nach Osten ab vermutlich in der Nähe des Burgwaller Weges bis nach Vogelsang. Von dort zog er sich weiter Richtung Wohnplatz Deutschboden, Bergluch nach Grunewald. In Grunewald knickte er leicht nach Süden ab, zog auf Groß Väter zu, knickte wieder nach Norden ab Richtung Bebersee. Der weitere Verlauf ist unsicher, besonders wie weit nach Norden der Zaun ging (einschließlich Reiersdorf?). Jedenfalls knickte der Zaun wiederum nach Südosten ab, zog durch Friedrichswalde, das freilich erst 1747/49 gegründet wurde, weiter auf Mellin und Grumsin zu. Der weitere Verlauf ist wieder unsicher. Nach den oft recht ungenauen Karten verlief der Wildzaun nördlich von Groß Ziethen, östlich von Klein Ziethen westlich am Parsteinsee vorbei nach Zaun. Von Zaun verlief der Wildzaun relativ gerade nach Süden auf die alte Oder zu bis zum ersten Finowkanal.

## Die Zaunkonstruktion
Über das genaue Aussehen des Zauns und auch über seine Höhe ist wenig bekannt. In einer Berechnung der Kosten für den Zaun ist 1661 von Stacken die Rede, die zum Bau des Zauns verwendet werden sollten. Der erste ab 1661 errichtete Zaun soll aber ein Fachwerkzaun gewesen sein, wie aus einem Schreiben des Königlichen Oberforstmeister Hans Albrecht von Jurgas an den Heidereiter Hans Heinrich von Rehdantzen von 1702 hervor geht. Der Fachwerkzaun sollte, wenn er schadhaft wurde und nicht mehr zu reparieren war, durch einen Plankenzaun oder Stackenzaun ersetzt werden. Anscheinend war mit dem Ersatz des alten Zaun bei Grimnitz schon begonnen worden. Die Zaunsetzer sollten aber angehalten werden, nur untüchtige Bäume für die Planken zu verwenden. Nach Buchholz ist unter diesem Fachwerkzaun wahrscheinlich ein Flechtwerkzaun zu verstehen, ein mit Reisig verflochtener und mit Lehmkies ausgefüllter Pfahlzaun. Er schließt dies daraus, dass in den Akten im Zusammenhang mit dem Zaunbau oft Worte wie den Zaun setzen und fitzen, oder Fitzreisig zu hauen verwendet werden. Eine Fitzgerte ist eine Gerte zum Durchflechten von Lehmwänden. Nachdem der Zaun z. T. schon umgefallen war, bat der Pächter der Glashütte Grimnitz darum, die Planken des umgefallenen Wildzaunes, sofern sie nicht verfault seien, zur Ausbesserung für seine Vorwerkszäune nutzen zu dürfen. Die Bitte wurde ihm gewährt. Der Heidereiter Anspach zu Liepe wurde dagegen aufgefordert, die noch vorhandenen Wildzaunplanken so hoch als möglich zu verkaufen.

## Erneuter Verfall des Wildzaunes und Beginn der Siedlungstätigkeit entlang des Zauns
In den Rodungen der Zaunsetzerstellen wurden in den 1720er Jahren Vorwerke angelegt und immer größere Stücke des Waldes wurden geräumt. Friedrich Wilhelm I. war kein begeisterter Jäger und ließ daher den Wildzaun verfallen. 1728 war der Wildzaun bereits über weite Strecken umgefallen. Die Planken wurden gestohlen oder auch an Bewohner der Vorwerke entlang des Wildzaunes abgegeben oder auch verkauft. Lediglich in Teilen blieb der Wildzaun noch bis in die 1740er Jahre stehen, so in den Revieren Zehdenick und Reiersdorf bis zur Gründung der Kolonistendörfer (z. B. 1749 Bebersee oder 1747/49 Friedrichswalde). Mit der Verdichtung der Siedlungen nahm auch der Wildbestand immer mehr ab.